# Scheldeprijs (mannen)
De Scheldeprijs (ook wel Grote Scheldeprijs of Scheldeprijs Vlaanderen of Scheldeprijs Schoten) is een eendaagse wielerwedstrijd in België en Nederland.

## Geschiedenis
De eerste editie van deze wedstrijd werd georganiseerd in 1907, waarmee het een van de oudste Belgische wielerwedstrijden is. De Scheldeprijs is ook ouder dan de Ronde van Vlaanderen, maar geniet een stuk minder prestige, behalve bij sprinters, officieus staat het dan ook wel bekend als het wereldkampioenschap voor sprinters. Hoewel deze bijnaam anno 2025, ook wordt betwist door Classic Brugge-De Panne. De wedstrijd, met start in Antwerpen (tot en met 2016) en finish in de plaats Schoten, eindigde de laatste jaren meestal in een massasprint. In 2017 werd eenmalig gestart in Mol als eerbetoon aan Tom Boonen die hier geboren is en zijn een na laatste wedstrijd als prof reed. Sinds 2018 wordt gestart in Terneuzen in Nederland. Dit omdat de Ronde van Vlaanderen enkele dagen eerder van start ging in Antwerpen. Daarnaast komt de Schelde zo prominenter in de wedstrijd voor en is er in Zeeland kans op waaiers. De wedstrijd rijdt na de start door de Westerscheldetunnel. Enkel in 2020 startte de wedstrijd niet in Terneuzen vanwege de Covid-19 pandemie, de wedstrijd bleef dat jaar beperkt tot omlopen in België.

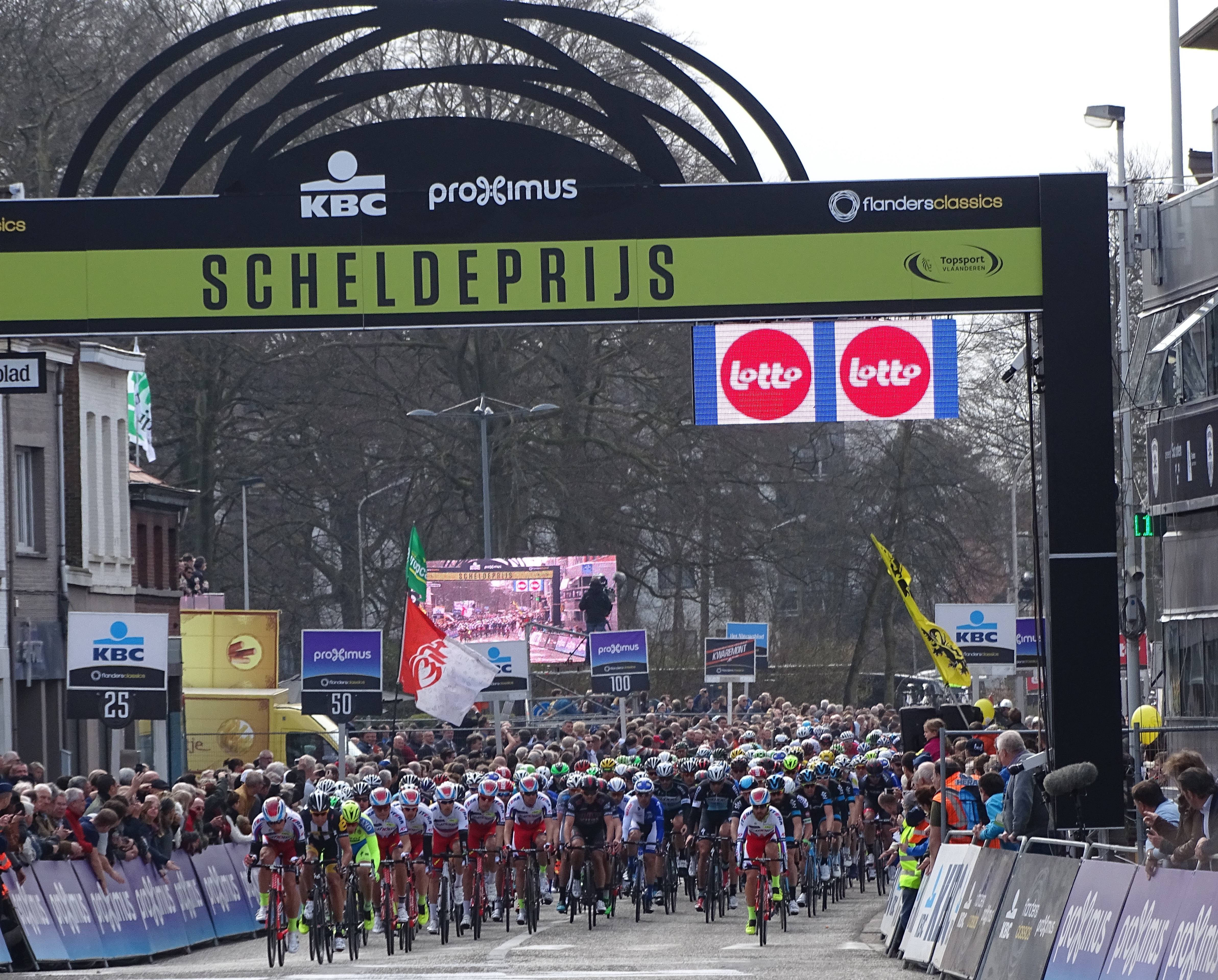
Scheldeprijs aankomst in Schoten, 8 april 2015

Sinds 2005 maakt de wedstrijd deel uit van het Europese continentale circuit, en sinds 2020 van de UCI ProSeries.

## Meervoudige winnaars
| Overwinningen | Renner               | Land                | Jaren                        |
| ------------- | -------------------- | ------------------- | ---------------------------- |
| 5             | Marcel Kittel        | Duitsland           | 2012, 2013, 2014, 2016, 2017 |
| 3             | Piet Oellibrandt     | België              | 1960, 1962, 1963             |
| 3             | Mark Cavendish       | Verenigd Koninkrijk | 2007, 2008, 2011             |
| 2             | Florent Luyckx       | België              | 1910, 1911                   |
| 2             | Joseph Van Wetter    | België              | 1912, 1913                   |
| 2             | René Vermandel       | België              | 1921, 1924                   |
| 2             | Godefried De Vocht   | België              | 1931, 1932                   |
| 2             | Stan Ockers          | België              | 1941, 1946                   |
| 2             | Achiel Buysse        | België              | 1939, 1948                   |
| 2             | Rik Van Looy         | België              | 1956, 1957                   |
| 2             | Raymond Vrancken     | België              | 1958, 1961                   |
| 2             | Marc Demeyer         | België              | 1974, 1977                   |
| 2             | Ludo Peeters         | België              | 1980, 1984                   |
| 2             | Jean-Paul van Poppel | Nederland           | 1986, 1988                   |
| 2             | Mario Cipollini      | Italië              | 1991, 1993                   |
| 2             | Endrio Leoni         | Italië              | 2000, 2001                   |
| 2             | Tom Boonen           | België              | 2004, 2006                   |
| 2             | Fabio Jakobsen       | Nederland           | 2018, 2019                   |
| 2             | Alexander Kristoff   | Noorwegen           | 2015, 2022                   |
| 2             | Jasper Philipsen     | België              | 2021, 2023                   |
| 2             | Tim Merlier          | België              | 2024, 2025                   |

## Overwinningen per land
| Overwinningen | Land                        |
| ------------- | --------------------------- |
| 80            | België                      |
| 11            | Nederland                   |
| 7             | Duitsland                   |
| 6             | Italië                      |
| 3             | Verenigd Koninkrijk         |
| 2             | Australië, Noorwegen        |
| 1             | Frankrijk, Verenigde Staten |

Mannen: 1907 · 1908 · 1909 · 1910 · 1911 · 1912 · 1913 · 1914 · 1915 · 1916 · 1917 · 1918 · 1919 · 1920 · 1921 · 1922 · 1923 · 1924 · 1925 · 1926 · 1927 · 1928 · 1929 · 1930 · 1931 · 1932 · 1933 · 1934 · 1935 · 1936 · 1937 · 1938 · 1939 · 1940 · 1941 · 1942 · 1943 · 1944 · 1945 · 1946 · 1947 · 1948 · 1949 · 1950 · 1951 · 1952 · 1953 · 1954 · 1955 · 1956 · 1957 · 1958 · 1959 · 1960 · 1961 · 1962 · 1963 · 1964 · 1965 · 1966 · 1967 · 1968 · 1969 · 1970 · 1971 · 1972 · 1973 · 1974 · 1975 · 1976 · 1977 · 1978 · 1979 · 1980 · 1981 · 1982 · 1983 · 1984 · 1985 · 1986 · 1987 · 1988 · 1989 · 1990 · 1991 · 1992 · 1993 · 1994 · 1995 · 1996 · 1997 · 1998 · 1999 · 2000 · 2001 · 2002 · 2003 · 2004 · 2005 · 2006 · 2007 · 2008 · 2009 · 2010 · 2011 · 2012 · 2013 · 2014 · 2015 · 2016 · 2017 · 2018 · 2019 · 2020 · 2021 · 2022 · 2023 · 2024 · 2025
Vrouwen: 2021 · 2022 · 2023 · 2024 · 2025